# Neosho County
Neosho County is een county in de Amerikaanse staat Kansas, vernoemd naar de Neosho-rivier.
De county heeft een landoppervlakte van 1.481 km² en telt 16.997 inwoners (volkstelling 2000). De hoofdplaats is Erie.